# Livnim
Livnim (hebrejsky לִבְנִים‎, doslova „Sturače“, v oficiálním přepisu do angličtiny Livnim) je vesnice typu společná osada (jišuv kehilati) v Izraeli, v Severním distriktu, v oblastní radě Merom ha-Galil.

## Geografie
Leží v nadmořské výšce 51 m pod úrovní moře, cca 40 kilometrů východně od břehů Středozemního moře a přibližně 3 km západně od Galilejského jezera na rozmezí východního okraje svahů Dolní Galileje a příkopové propadliny podél řeky Jordán. Východně od vesnice protéká v hlubokém údolí vádí Nachal Amud.
Osada se nachází přibližně 110 km severovýchodně od centra Tel Avivu, přibližně 50 km východně od centra Haify a přibližně 9 km severozápadně od Tiberiasu. Livnim obývají Židé, přičemž osídlení v tomto regionu je etnicky převážně židovské. Pouze 4 km na jih leží obec Hamám, kterou obývají izraelští Arabové respektive Beduíni.
Obec Livnim je na dopravní síť napojena pomocí lokální silnice číslo 8077, jež sem vybíhá z dálnice číslo 90 vedoucí po západním břehu Galilejského jezera.

## Dějiny
Vesnice Livnim byla založena roku 1982 v rámci programu Micpim be-Galil, který na přelomu 70. a 80. let 20. století znamenal výstavbu několika desítek nových židovských vesnic v oblasti Galileji a jehož cílem bylo posílit židovské demografické pozice v tomto regionu a nabídnout bydlení na venkově s předměstským životním stylem. Zakladatelská osadnická skupina původně od roku 1981 pobývala v provizorním táboře Giv'at Chananja (dnes místo kibucu Inbar). Do nynější lokality se přesunula v březnu 1982. Původně šlo o družstevně hospodařící mošav, který se později roku 1989 kvůli ekonomickým potížím proměnil na individuálně organizovanou společnou osadu.
Místní ekonomika je založena na zemědělství, jehož význam klesá, a turistickém ruchu. Část obyvatel za prací dojíždí. V Livnim je k dispozici synagoga, zdravotní ordinace, knihovna, společenské centrum, sportovní areály a zařízení předškolní péče o děti. Základní škola je v obci Ginosar nebo (pro děti z náboženských rodin) v kibucu Lavi. Vesnice má výhledově projít další stavební expanzí o 37 bytových jednotek.

## Demografie
Obyvatelstvo Livnim je smíšené, tedy sekulární i nábožensky orientované. Podle údajů z roku 2014 tvořili populaci v Livnim Židé (včetně statistické kategorie „ostatní“, která zahrnuje nearabské obyvatele židovského původu ale bez formální příslušnosti k židovskému náboženství).
Jde o menší sídlo vesnického typu s dlouhodobě stagnujícím počtem obyvatel. K 31. prosinci 2014 zde žilo 420 lidí. Během roku 2014 populace stoupla o 3,4 %.
| Rok            | 1983 | 1995 | 2001 | 2003 | 2004 | 2005 | 2006 | 2007 | 2008 | 2009 | 2010 | 2011 | 2012 | 2013 | 2014 |
| -------------- | ---- | ---- | ---- | ---- | ---- | ---- | ---- | ---- | ---- | ---- | ---- | ---- | ---- | ---- | ---- |
| Počet obyvatel | 113  | 313  | 401  | 403  | 402  | 404  | 404  | 414  | 428  | 357  | 356  | 366  | 399  | 406  | 420  |